# Vorderviertel
Als Vorderviertel bezeichnet man Teile von Schlachttieren nach der Zerlegung (sinngemäß „vordere Viertel“). Dafür wird das Tier erst der Länge nach entlang der Wirbelsäule gespalten (halbiert) und dann zwischen zwei Wirbeln und entlang der damit verbundenen Rippe in der Körpermitte getrennt, wodurch vier Teile entstehen. Neben je einem Vorderviertel links und rechts gibt es die beiden Hinterviertel.
Die Vorderviertel werden in der Regel in weiterer Folge zuerst grob und dann fein in weitere Teilstücke zerlegt.